# Лёгкая атлетика на летних Олимпийских играх 1908 — бег на 3200 метров с препятствиями
Соревнования по бегу на 3200 метров с препятствиями среди мужчин на летних Олимпийских играх 1908 прошли 17 и 18 июля. Приняли участие 24 спортсмена из 6 стран.

## Призёры
| Золото                      | Серебро                        | Бронза          |
| Артур Рассел Великобритания | Артур Робертсон Великобритания | Джон Эйзеле США |

## Соревнование

### Первый раунд
| Место | Спортсмен                | Результат |
| ----- | ------------------------ | --------- |
| 1     | Артур Рассел (GBR)       | 10:56,2   |
| 2     | Массимо Картасенья (ITA) | 11:15,0   |
| —     | Эдвард Карр (USA)        | DNF       |
| —     | Гастон Регино (FRA)      | DNF       |
| —     | Томас Даунинг (GBR)      | DSQ       |

| Место | Спортсмен           | Результат |
| ----- | ------------------- | --------- |
| 1     | Джон Эйзеле (USA)   | 11:13,6   |
| —     | Фрэнк Бакли (GBR)   | DNF       |
| —     | Джозеф Инглиш (GBR) | DNF       |
| —     | Антал Ловаш (HUN)   | DNF       |
| —     | Луи де Флера (FRA)  | DNF       |

| Место | Спортсмен             | Результат |
| ----- | --------------------- | --------- |
| 1     | Уильям Гэлбрейт (CAN) | 11:12,4   |
| —     | Генри Баркер (GBR)    | DNF       |

| Место | Спортсмен             | Результат  |
| ----- | --------------------- | ---------- |
| 1     | Артур Робертсон (GBR) | 11:10,0    |
| 2     | Гейл Далл (USA)       | Неизвестен |
| —     | Джордж Бонег (USA)    | DNF        |
| —     | Ричард Йорк (GBR)     | DSQ        |

| Место | Спортсмен           | Результат  |
| ----- | ------------------- | ---------- |
| 1     | Гай Холдуэй (GBR)   | 11:18,8    |
| 2     | Джозеф Кинчин (GBR) | Неизвестен |
| 3     | Роланд Спицер (USA) | Неизвестен |
| 4     | Чарльз Холл (USA)   | Неизвестен |

| Место | Спортсмен              | Результат |
| ----- | ---------------------- | --------- |
| 1     | Гарольд Сьюэлл (GBR)   | 11:30,2   |
| 2     | Джим Лайтбоди (USA)    | 11:41,0   |
| —     | У. Грэнтхем (GBR)      | DNF       |
| —     | Джон Фицджеральд (CAN) | DNF       |

### Финал

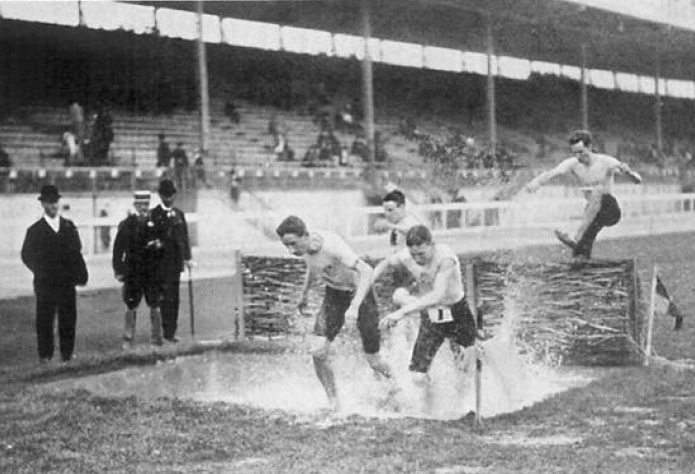
Преодоление препятствия во время одного из забегов

| Место | Спортсмен             | Результат  |
| ----- | --------------------- | ---------- |
| 1     | Артур Рассел (GBR)    | 10:47,8    |
| 2     | Артур Робертсон (GBR) | 10:48,4    |
| 3     | Джон Эйзеле (USA)     | 11:00,8    |
| 4     | Гай Холдуэй (GBR)     | Неизвестен |
| 5     | Гарольд Сьюэлл (GBR)  | Неизвестен |
| 6     | Уильям Гэлбрейт (CAN) | Неизвестен |